# Gmina Đurmanec
Gmina Đurmanec (chorw. Općina Đurmanec) – gmina w Chorwacji, w żupanii krapińsko-zagorskiej, przy granicy ze Słowenią. W 2011 roku liczyła 4235 mieszkańców.